# Coca-Cola HBC
Coca-Cola HBC – Srbija а.д. је произвођач безалкохолних пића са седиштем у Београду. Компанија је ћерка фирма компаније Coca-Cola Hellenic.
Производња Кока-коле у Србији датира од 1968. године када се отвара прва фабрика у Земуну.
Крајем 1989. године ИБП Београд постаје део компаније Coca-Cola Hellenic, део водећег произвођача безалкохолних пића у Европи.
Године 2005. купује фабрику негазираних вода Роса, а 2006. године и компанију Fresh&Co. из Суботице.